# 吉井信宝
吉井 信宝（よしい のぶとみ、1876年（明治9年）5月25日 - 1923年（大正12年）11月14日）は、戦前日本の華族（子爵）。吉井子爵家（旧吉井藩主鷹司松平家）13代当主。
吉井藩最後の藩主である吉井（松平）信謹を父として生まれる。信謹は明治12年（1879年）に隠居して満3歳の信宝に家督を譲り、自身は実家の旧米沢藩主上杉家の籍に戻った。明治17年（1884年）7月8日、信宝は子爵に叙せられた。
本荘（松平）宗武の娘である喜和と結婚した。